# Münchenul în fața războiului
Münchenul în fața războiului (titlu original: Munich: The Edge of War) este un film dramatic britanico-german din 2021 regizat de Christian Schwochow. Se bazează pe romanul Munchen din 2017 al lui Robert Harris și prezintă evenimentele de la Acordul de la München, o înțelegere care a permis Germaniei Naziste să anexeze Regiunea Sudetă (Sudetenland) care aparținea Cehoslovaciei.
Rolurile principale au fost interpretate de actorii Jeremy Irons, George MacKay și Jannis Niewöhner.  
Filmul a avut premiera la BFI London Film Festival la 13 octombrie 2021. Netflix l-a lansat limitat în cinematografe din SUA la 14 ianuarie 2022, înainte de lansarea sa streaming la  21 ianuarie 2022.

## Distribuție
- Jeremy Irons - Neville Chamberlain
- Alex Jennings - Sir Horace Wilson
- George MacKay - Hugh Legat
- Jannis Niewöhner - Paul von Hartmann
- Sandra Hüller - Helen Winter
- Liv Lisa Fries - Lena
- August Diehl - Franz Sauer
- Jessica Brown Findlay - Pamela Legat
- Anjli Mohindra - Joan
- Ulrich Matthes - Adolf Hitler
- Mark Lewis Jones - Sir Osmund Cleverly
- Abigail Cruttenden - Anne Chamberlain
- Nicholas Farrell - Sir Alexander Cadogan
- Domenico Fortunato - Benito Mussolini